# Адаптивні природні кілери
Адаптивні природні кілери (NK - natural killer) або схожі на клітини пам’яті NK-клітини - це субпопуляція диференційованих спеціалізованих природних кілерів, які мають потенціал формувати імунологічну пам’ять . Адаптивні NK-клітини ідентифіковані як у людей, так і у мишей.
Термін адаптивні NK-клітини походить від їх описаної імунологічної поведінки, що є схожою на функції адаптивної імунної системи, зокрема динамічне розширення конкретних субпопуляцій клітин  та захисні реакції пам'яті.
Повідомлялося про постійні популяції подібних на клітини пам’яті NK-клітин під час вірусних інфекцій, контактних реакцій гіперчутливості та після стимуляції прозапальними цитокінами або через активацію рецепторних шляхів. Подібні до клітин пам'яті NK-клітини демонструють різноманітність функціональних, фенотипових, епігенетичних та гомеостатичних відмінностей від цитотоксичних NK-клітин (цNK), що підтверджує їх класифікацію як відмінну від цNK-клітин субпопуляцію клітин.
Ця так звана схожа на пам'ять функція є антиген-неспецифічною і характеризується підвищеною проліферативною здатністю, тривалою персистенцією in vivo до 3 місяців, а також високою продукцією IFN-γ та сильною цитотоксичною активністю при рестимуляції ex vivo.
Спектр різноманітності NK-клітин людини широкий завдяки різноманітності поверхневих рецепторів, внутрішньоклітинних сигнальних молекул, експресії факторів транскрипції, впливу чужорідних антигенів та тканинно-специфічному імпринтингу. Окрім прямого впливу цитокінів на активацію NK-клітин, попередня активація через IL-12 та IL-18 разом з IL-15 може сприяти розвитку мишачих та людських NK-клітин із довготривалою посиленою функціональністю NK-клітин навіть після закінчення та у випадку відсутності початкового стимулу.

## Адаптивні NK-клітини у людей
У периферичній крові людей, які раніше були інфіковані цитомегаловірусом людини (HCMV), спостерігались унікальні та розширені популяції адаптивних NK-клітин. Ці NK-клітини містять активуючі рецептори зв'язування з MHC I класу, як правило, CD94 / NKG2C , демонструють знижену активацію та дегрануляцію у відповідь на активовані аутологічні Т-клітини  і вони є CD56dimCD16+  .
У порівнянні з цитотоксичними NK-клітинами, що є CD56dim, адаптивні NK-клітини зазвичай демонструють знижену експресію поверхневих CD7, CD161, NKp30, NKp46 та SIGLEC-7, але демонструють таку ж або навіть вищу експресію CD2, CD57 та CD85j (ILT2, LILRB1). Слід зазначити, що жоден з цих поверхневих маркерів за своєю суттю не є специфічним для адаптивних NK-клітин, але разом вони можуть допомогти виявити дискретні популяції адаптивних NK-клітин.

## Походження адаптивних NK-клітин
Адаптивні NK-клітини людини, ймовірно, походять від цитотоксичних NK-клітин у периферичній крові. Зокрема, CD56dim цNK-клітини  можуть бути ймовірним пулом клітин-попередників для адаптивних NK-клітин.  Причиною є те, що CD56dim цNK-клітини частіше експресують KIR та/або CD94 / NKG2C.  Ці поверхневі молекули в свою чергу можуть передавати в середину клітини важливі антигенчутливі сигнали під час зараження. CD49a+ NKG2C+ NK-клітини - це невелика популяція HCVM-асоційованих NK-клітин людини, що знаходяться у печінці. Ці клітини відрізняються від переважної популяції печінкових CD49e-CD49a- NK-клітин і збільшують імовірність того, що перші становлять унікальну адаптаційну популяцію NK-клітин, що резидує в тканинах людини.
Сигнали, що передаються через рецептор до IL-12 у поєднанні з сигналами від CD2 та рецептора зв'зяування MHC I класу, забезпечують тристоронню стимуляцію, відповідальну за сприяння епігенетичним та фенотиповим модифікаціям, що відбуваються у зв'язку з адаптивною диференціацією NK-клітин.

## Терапевтичний потенціал
Клінічне застосування NK-клітин із властивостями, подібними до властивостей клітин пам’яті, може значно підвищити ефективність цих клітин і відкрити шлях до нових клінічних підходів лікування раку на основі NK-клітин. Адаптивні NK-клітини здатні опосередковувати посилені протипухлинні ефекти, що може бути обумовлено їх підвищеною цитотоксичністю, високою здатністю до продукування IFN-γ та стійкістю у великій кількості у господаря.
Клінічне використання алогенних NK-клітин є перспективним для лікування лейкемії. Невідповідність KIR-лігандів сприятливо впливає на аллореактивність донорських NK-клітин проти лейкемії реципієнта.  Крім того, було показано, що адоптивний перенос алореактивних NK-клітин не викликає захворювання трансплантат проти господаря, а натомість пригнічує його.

## Дивитися також
- KLRC2
- CD56
- Цитомегаловірус людини
- IFN-γ